# Murry (Wisconsin)
Pour les articles homonymes, voir Murry.
Murry est une ville du comté de Rusk (Wisconsin), aux États-Unis. Sa population est évaluée à 275 habitants d'après le recensement des États-Unis de 2000.